# 400 m stylem dowolnym
400 metrów stylem dowolnym – jeden ze średnich dystansów w tym stylu. Jest rozgrywany na igrzyskach olimpijskich.

## Mistrzostwa Polski
Obecny mistrz Polski:
- Wojciech Wojdak (2021)[1]

Obecna mistrzyni Polski:
- Klaudia Tarasiewicz (2021)[2]

## Mistrzostwa świata(basen 50 m)
Obecny mistrz świata:
- Elijah Winnington (2022)

Obecna mistrzyni świata:
- Katie Ledecky (2022)

## Mistrzostwa świata(basen 25 m)
Obecny mistrz świata:
- Danas Rapšys (2018)

Obecna mistrzyni świata:
- Ariarne Titmus (2018)

## Mistrzostwa Europy
Obecny mistrz Europy:
- Martin Malutin (2021)

Obecna mistrzyni Europy:
- Simona Quadarella (2021)

## Letnie igrzyska olimpijskie
Obecny mistrz olimpijski:
- Ahmed Hafnaoui (2021)

Obecna mistrzyni olimpijska:
- Ariarne Titmus (2021)

## Rekordy Polski, Europy i świata (basen 50 m)
|           | Imię i nazwisko     | Czas    | Miejsce ustanowienia  | Data             |         |         |
| Kobiety   | Kobiety             | Kobiety | Kobiety               | Kobiety          | Kobiety | Kobiety |
| --------- | ------------------- | ------- | --------------------- | ---------------- | ------- | ------- |
| WR        | Ariarne Titmus      | 3:56,40 | Adelaide (Australia)  | 22 maja 2022     |         |         |
| ER        | Federica Pellegrini | 3:59,15 | Rzym (Włochy)         | 26 lipca 2009    |         |         |
| RP        | Otylia Jędrzejczak  | 4:04,23 | Melbourne (Australia) | 25 marca 2007    |         |         |
| Mężczyźni |                     |         |                       |                  |         |         |
| WR        | Paul Biedermann     | 3:40,07 | Rzym (Włochy)         | 26 lipca 2009    |         |         |
| ER        | Paul Biedermann     | 3:40,07 | Rzym (Włochy)         | 26 lipca 2009    |         |         |
| RP        | Przemysław Stańczyk | 3:45,71 | Chiba (Japonia)       | 21 sierpnia 2007 |         |         |

## Rekordy Polski, Europy i świata (basen 25 m)
|           | Imię i nazwisko     | Czas    | Miejsce ustanowienia | Data              |         |         |
| Kobiety   | Kobiety             | Kobiety | Kobiety              | Kobiety           | Kobiety | Kobiety |
| --------- | ------------------- | ------- | -------------------- | ----------------- | ------- | ------- |
| WR        | Ariarne Titmus      | 3:53,92 | Hangzhou (Chiny)     | 14 grudnia 2018   |         |         |
| ER        | Mireia Belmonte     | 3:54,52 | Berlin (Niemcy)      | 11 sierpnia 2013  |         |         |
| RP        | Aleksandra Polańska | 4:02,68 | Olsztyn (Polska)     | 18 grudnia 2020   |         |         |
| Mężczyźni |                     |         |                      |                   |         |         |
| WR        | Yannick Agnel       | 3:32,25 | Angers (Francja)     | 15 listopada 2012 |         |         |
| ER        | Yannick Agnel       | 3:32,25 | Angers (Francja)     | 15 listopada 2012 |         |         |
| RP        | Wojciech Wojdak     | 3:37,57 | Netanja (Izrael)     | 2 grudnia 2015    |         |         |